# شورش طهمورث کاختی در گرجستان
برخلاف کشمکشهای دوران شاه عباس بزرگ، در زمان خسرو میرزا، والی مسلمان گرجستان شرقی، این ناحیه نسبتاً آرام بود. شاه صفی بخاطر کمک خسرومیرزا در زمان بر تخت نشستنش، او را ملقب به رستم خان نمود و در ۱۶۳۲ میلادی، او را والی خودمختار کارتلی در گرجستان نمود. اما ناحیه کاختی گرجستان که مرکز مقاومت خاموش بر ضد صفویان بود، تحت حکمرانی مستقیم دولت مرکزی اداره می‌شد. در این دوره، کاختی ناآرام و ناآباد بود و اشراف و عوام بر گرد شاه فراری، طهمورث، گرد آمدند تا شاید بتوانند از زیر سلطه مسلمانان (ایرانیان) بیرون آیند. طهمورث از عثمانیها و روسها برای شورش کمک خواست و در ۱۶۳۳ م با رستم خان کارتلی وارد جنگ شد. طهمورث نتوانست بر رستم خان چیره شود و در۱۶۳۴ م شکست خورد. در ۱۶۳۸ م با وساطت رستم خان، شاه صفی طهمورث را بخشید و دوباره حاکم کاختی شد. در ۱۶۳۹ دوباره یاغی گشت و قسم وفاداری به میخائیل رومانف خورد، اما روسها هیچ اقدامی به نفع او انجام ندادند. در ۱۶۴۱م، طهمورث از توطئه یک شورش علیه رستم پشتیبانی نمود که در ۱۶۴۸م شکست خورد و رستم خان به کمک سپاه صفوی در ناحیه مقرو طهمورث را شکست داد و طهمورث به غرب گرجستان فرار نمود.
- طهمورث کاختی، تصویر از یک مبلغ مسیحی
- رستم خان، والی کارتلی، تصویر از یک مبلغ مسیحی
- ناحیه کارتلی
- ناحیه کاختی

## پی‌نوشت
1. ↑  Keith Hitchins، دانشنامه ایرانیکا.